# 三星Galaxy Premier
Samsung Galaxy Premier是一款由三星电子在2012年推出的中阶智能手机。

## 硬件规格

### 显示
Galaxy Premier配备了一块4.65英寸的HD Super AMOLED屏幕，分辨率为1280×720，像素密度达316ppi。

### 相机
主摄像头像素为800万像素，前置摄像头像素为190万像素，支持相片连拍。

### 软件及交互
运行搭载Touchwiz Nature UX UI的Android4.1.2操作系统；内置的Smart Stay可检测使用者眼球动作，当用户紧盯屏幕时，屏幕不会休眠。